# Matías Brain
Matías Jorge Brain Peña (Santiago, 15 januari 1974) is een Chileens triatleet.
Brain is begonnen met triatlons in 1997 en deed in 2000 mee aan de eerste triatlon op de Olympische Zomerspelen van Sydney. Daar behaalde hij een 41e plaats met een tijd van 1:53.44,90.

## Palmares

### triatlon
- 1995: 30e WK olympische afstand in Cancún - 1:52.49
- 1996: 47e WK olympische afstand
- 1998: 42e WK olympische afstand in Lausanne - 2:01.25
- 1999: DNF WK olympische afstand in Montreal
- 1999: 14e Pan-Amerikaanse Spelen in Winnipeg - 1:52.19
- 2000: 41e Olympische Spelen van Sydney -1:53.44,90
- 2000: 8e Pucon 1/2 Ironman
- 2001: 7e Pucon 1/2 Ironman